# Giro di Lombardia 1971
Il Giro di Lombardia 1971, sessantacinquesima edizione della corsa, fu disputata il 9 ottobre 1971, su un percorso totale di 266 km. Fu vinta dal belga Eddy Merckx, giunto al traguardo con il tempo di 6h47'54" alla media di 39,127 km/h, precedendo l'italiano Franco Bitossi ed il connazionale Frans Verbeeck.
Presero il via da Milano 139 ciclisti e 20 di essi portarono a termine la gara.

## Ordine d'arrivo (Top 10)
| Pos. | Corridore          | Squadra       | Tempo   |
| ---- | ------------------ | ------------- | ------- |
| 1    | Eddy Merckx        | Molteni       | 6h47'54 |
| 2    | Franco Bitossi     | Filotex       | a 3'31" |
| 3    | Frans Verbeeck     | Watney-Maes   | a 3'33" |
| 4    | Antoon Houbrechts  | Salvarani     | s.t.    |
| 5    | Georges Pintens    | Hertekamp     | s.t.    |
| 6    | Enrico Maggioni    | Cosatto       | s.t.    |
| 7    | Italo Zilioli      | Ferretti      | a 3'47" |
| 8    | Roger De Vlaeminck | Flandria-Mars | a 3'49" |
| 9    | Felice Gimondi     | Salvarani     | s.t.    |
| 10   | Giancarlo Polidori | Scic          | s.t.    |